# Бонорва
Бонорва (итал. Bonorva) — коммуна в Италии, располагается в регионе Сардиния, подчиняется административному центру Сассари.
Население составляет 4106 человек (на 2001 г.), плотность населения составляет 27,46 чел./км². Занимает площадь 149,55 км². Почтовый индекс — 7012. Телефонный код — 079.
В коммуне 8 сентября особо празднуется Рождество Пресвятой Богородицы (Santa Maria Bambina).

## География
В окрестностях Бонорвы находятся несколько потухших вулканов и два известково-магнезиальных сернистых ключа. Мимо города проходит железнодорожная линия Кальяри — Ористано.